# Steve McQueen (album)
Pour les articles homonymes, voir Steve McQueen (homonymie).
Albums de Prefab Sprout
Swoon
(1984) From Langley Park to Memphis
(1988)
Steve McQueen est le second album de Prefab Sprout, sorti en 1985.

## L'album
Après le succès en demi-teinte du premier album, Swoon, et l'échec de Couldn't Bear To Be Special, le single qui en a été tiré, l'entrée au hit-parade britannique du titre When Love Breaks Down est une surprise qui lance la reconnaissance du groupe. Malheureusement les héritiers de Steve McQueen retardent la sortie de l'album aux États-Unis en assignant en justice le groupe qui finalement le sortira sous le titre Two Wheels Good Stateside avec trois titres en bonus.
L'album atteindra la 11e place des charts anglais et la 180e du Billboard. Il est cité dans l'ouvrage de référence Les 1001 albums qu'il faut avoir écoutés dans sa vie.

### Titres
Tous les titres sont de Paddy McAloon.
1. Faron Young (3:50)
2. Bonny (3:45)
3. Appetite (3:56)
4. When Love Breaks Down (4:08)
5. Goodbye Lucille (4:31)
6. Hallelujah (4:20)
7. Moving the River (3:57)
8. Horsin' Around (4:39)
9. Desire As (5:19)
10. Blueberry Pies (2:24)
11. When the Angels (4:29)
12. The Yearning Loins (3:38) (bonus US)
13. He'll Have to Go (3:06) (bonus US)
14. Faron (4:45) (bonus US)

### Musiciens
- Paddy McAloon : voix, guitares, claviers
- Martin McAloon : basse
- Wendy Smith : voix, guitares, claviers
- Neil Conti : batterie, percussions